# Empis cantabrica
Empis cantabrica är en tvåvingeart som beskrevs av Gabriel Strobl 1899. Empis cantabrica ingår i släktet Empis och familjen dansflugor. Inga underarter finns listade i Catalogue of Life.